# St. Josef (Parchim)

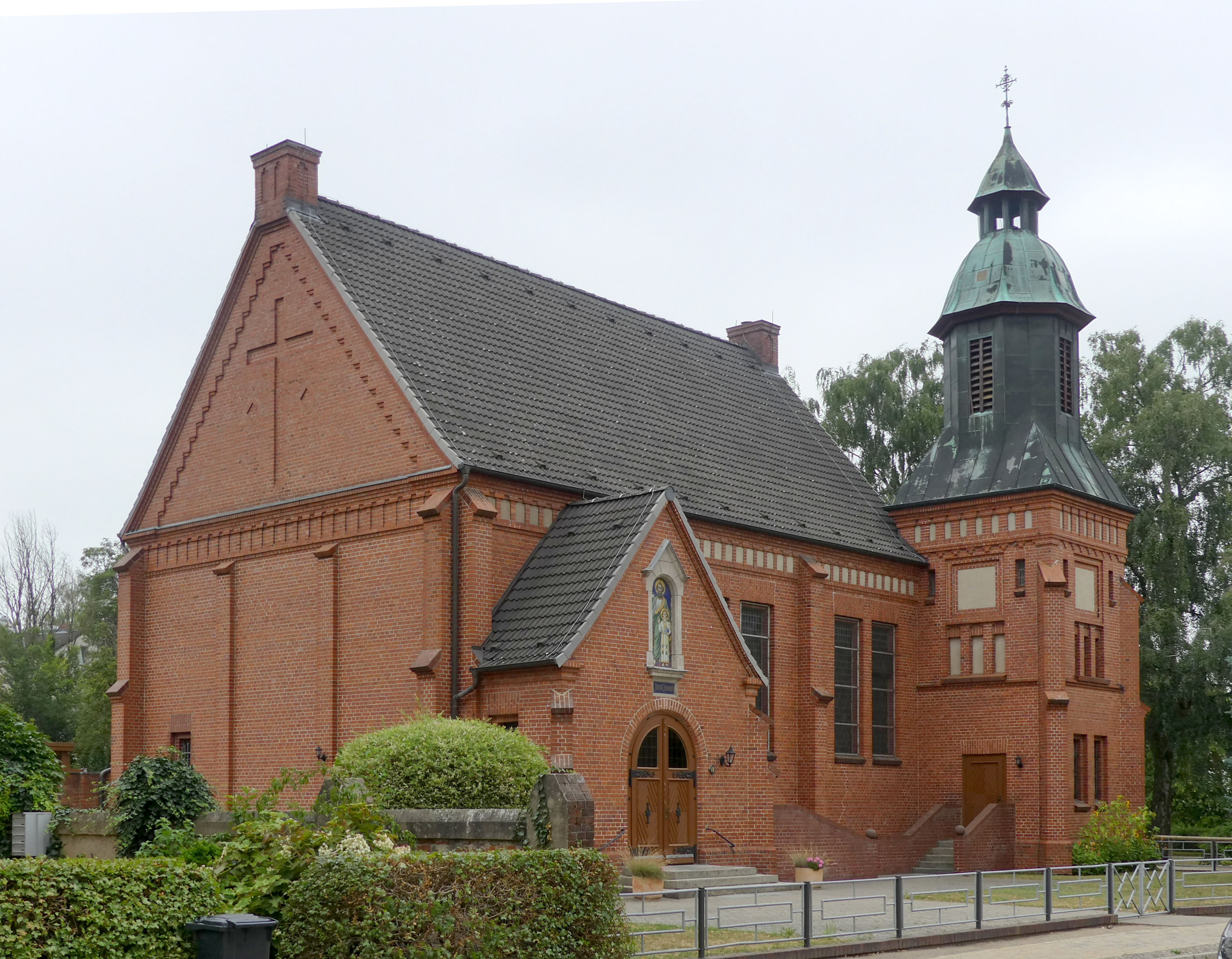
St.-Josef-Kirche

Die Kirche Sankt Josef ist die römisch-katholische Kirche in Parchim, der Kreisstadt des Landkreises Ludwigslust-Parchim in Mecklenburg-Vorpommern. Die nach dem heiligen Josef von Nazaret benannte Kirche gehört zur Pfarrei Heilige Birgitta mit Sitz in Parchim im Erzbistum Hamburg. Das Kirchengebäude steht auf dem Grundstück August-Bebel-Straße 17 und als Baudenkmal unter Denkmalschutz.

## Geschichte
Durch die Reformation wurden die Bevölkerung und die Kirchen von Parchim protestantisch. Von 1528 an wurde in der St.-Georgen-Kirche in der Parchimer Altstadt evangelisch gepredigt. 1540 ließ sich mit Johann Riebling ein evangelischer Generalsuperintendent in Parchim nieder. 1540 wurde auch in der St.-Marien-Kirche in der Parchimer Neustadt der Katholizismus untersagt. Auch den Franziskanern wurde in Parchim die katholische Liturgie verboten, die Franziskanerbrüder aus Parchim vertrieben und 1552 das Franziskanerkloster Parchim säkularisiert.
Erst 1875 wird in Parchim wieder eine Heilige Messe gehalten, in der Dragonerkaserne für katholische Soldaten. Katholiken in größerer Zahl ließen sich erst wieder gegen Ende des 19. Jahrhunderts im Raum Parchim nieder. Es handelte sich um Arbeiter aus katholischen Gebieten wie Polen, die in den Dörfern und Gutshöfen nahe Parchim Arbeit fanden. Von 1894 bis 1912 wurde im Rathaussaal von Parchim katholischer Gottesdienst gefeiert.
1909 stellte der Magistrat der Stadt Parchim kostenlos ein Grundstück für den Bau einer katholischen Kirche zur Verfügung. Durch die Missionspfarrei Ludwigslust erfolgte in Parchim ab 1911 der Bau der St.-Josef-Kirche als Filialkirche von Ludwigslust. Vom Herbst 1912 an fanden bereits die Gottesdienste in der noch im Bau befindlichen Kirche statt. Am 28. September 1913 folgte die Konsekration der Kirche durch Bischof Albert Bitter, der früher Pfarrer in Ludwigslust war.
1920 bekam die Kirche mit Pastor Heinrich Brockhoff erstmals einen ortsansässigen Seelsorger, bis dahin wurde die Kirche von Geistlichen aus Ludwigslust betreut. 1920 wurde auch die Parchimer Kirchengemeinde zur Kuratie erhoben.
Im Zuge des Falls Stettin, einer 1943 durchgeführten Aktion der Gestapo gegen in Stettin und anderen Orten tätige römisch-katholische Geistliche, fand auch in Parchim mindestens eine Verhaftung statt, die des Priesters Alfons Jünemann.
Durch die Flucht und Vertreibung Deutscher aus Mittel- und Osteuropa 1945–1950 kamen weitere Katholiken nach Parchim. 1968 wurde die Kuratie Parchim zur Pfarrei erhoben. Von 1971 bis 1975 war Norbert Werbs, der spätere Weihbischof des Erzbistums Hamburg, als Kaplan und ab 1973 als Pfarrer an der Kirche tätig.
Im Januar 2022 ging die Pfarrei Parchim in der neugegründeten Pfarrei Heilige Birgitta auf, die ihren Sitz in Parchim hat. Zur Pfarrei Heilige Birgitta gehören neben der Kirche St. Josef in Parchim auch die Kirchen St. Thomas in Crivitz, Heilige Familie in Goldberg, Herz Jesu in Lübz und St. Paulus in Plau am See.